# اقتصاد بحرین
اقتصاد بحرین به شدت به نفت و گاز وابسته است. با این حال دینار بحرین دومین واحد پولی با ارزش در جهان است. از اواخر قرن بیستم، بحرین به شدت در بخش بانکداری و گردشگری سرمایه‌گذاری کرده‌است. پایتخت این کشور، منامه، خانه بسیاری از ساختارهای مالی بزرگ است. صنعت مالی بحرین بسیار موفق است. در سال ۲۰۰۸، بحرین به عنوان سریع‌ترین مرکز مالی جهان در حال رشد توسط فهرست مراکز مالی جهانی شهر لندن انتخاب شد. بخش بانکداری و خدمات مالی بحرین، به ویژه بانکداری اسلامی، از رونق منطقه ای ناشی از تقاضا برای نفت سود برده‌است. نفت بیشترین محصول صادراتی بحرین است که ۶۰ درصد درآمدهای صادراتی، ۷۰ درصد درآمدهای دولت و ۱۱ درصد تولید ناخالص داخلی را به خود اختصاص داده‌است. آلومینیوم دومین محصول صادراتی است و پس از آن مصالح مالی و ساختمانی قرار دارند.
بر اساس شاخص آزادی اقتصادی ۲۰۲۰، بحرین چهارمین اقتصاد آزاد در منطقه خاورمیانه و شمال آفریقا و چهلمین اقتصاد آزاد در جهان است. یک شاخص جایگزین که توسط مؤسسه فریزر منتشر شده‌است، بحرین را در جایگاه هفتادم قرار می‌دهد. بحرین توسط بانک جهانی به عنوان یک اقتصاد بادرآمد بالا شناخته شد.

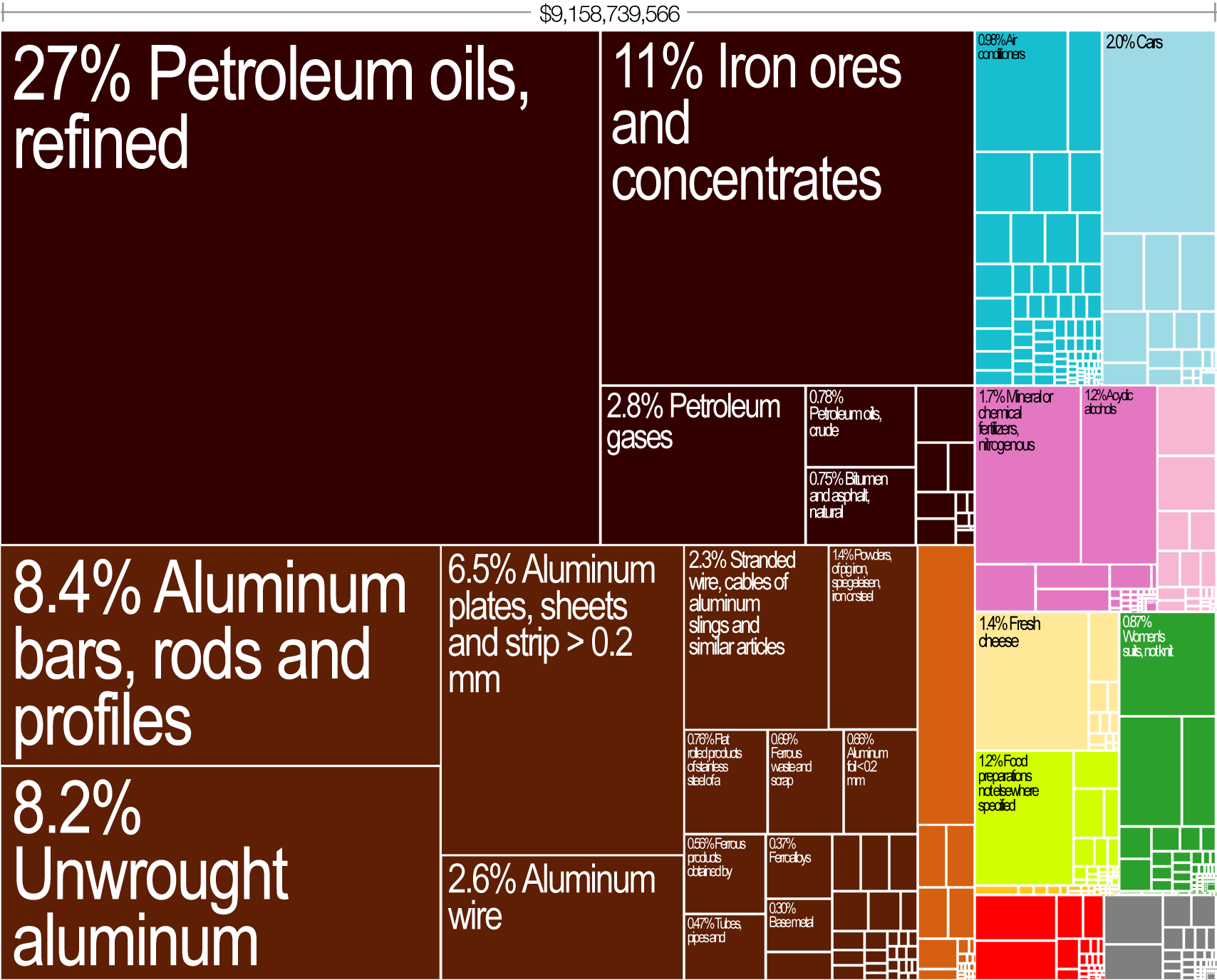
تصویر گرافیکی صادرات محصولات بحرین در ۲۸ دسته رنگی تا سال ۲۰۱۰.

## روند کلان اقتصادی
نمودار:
| سال  | تولید ناخالص داخلی | بورس دلار آمریکا  | شاخص تورم (۲۰۰۰=۱۰۰) |
| ---- | ------------------ | ----------------- | -------------------- |
| ۱۹۸۰ | ۱٬۳۵۴              | ۰٫۳۷۷ دینار بحرین | ۷۴                   |
| ۱۹۸۵ | ۱٬۶۰۹              | ۰٫۳۷۷ دینار بحرین | ۹۰                   |
| ۱۹۹۰ | ۱٬۸۶۷              | ۰٫۳۷۷ دینار بحرین | ۸۹                   |
| ۱۹۹۵ | ۲٬۵۵۲              | ۰٫۳۷۷ دینار بحرین | ۹۸                   |
| ۲۰۰۰ | ۳٬۴۰۸              | ۰٫۳۷۷ دینار بحرین | ۱۰۰                  |
| ۲۰۰۵ | ۶۰۰۴               | ۰٫۳۷۷ دینار بحرین | ۱۰۵                  |
| ۲۰۱۰ | ۹٬۶۶۸              | ۰٫۳۷۷ دینار بحرین | ۱۲۰                  |
| ۲۰۱۵ | ۱۱۶۷۵              | ۰٫۳۷۷ دینار بحرین | ۱۳۳                  |
| ۲۰۲۰ | ۱۳٬۰۵۸             | ۰٫۳۷۷ دینار بحرین | ۱۳۹                  |

برای مقایسه برابری قدرت خرید، دلار آمریکا تنها با ۰٫۳۰ دینار بحرین مبادله می‌شود. میانگین دستمزد در سال ۲۰۰۹ به ازای هر ساعت کار ۱۹٫۸۱ دلار بود.
جدول زیر شاخص‌های اصلی اقتصادی بحرین را در سال‌های ۱۹۸۰–۲۰۲۱ را نشان می‌دهد.
| سال                                    | 1980         | 1985          | 1990          | 1995          | 2000          | 2005          | 2010          | 2011          | 2012          | 2013          | 2014          | 2015          | 2016          | 2017          | 2018          | 2019          | 2020          | 2021          |
| -------------------------------------- | ------------ | ------------- | ------------- | ------------- | ------------- | ------------- | ------------- | ------------- | ------------- | ------------- | ------------- | ------------- | ------------- | ------------- | ------------- | ------------- | ------------- | ------------- |
| تولید ناخالص داخلی به دلار (PPP)       | ۷٫۳۳ میلیارد | ۱۱٫۴۲ میلیارد | ۱۴٫۶۵ میلیارد | ۲۰٫۵۱ میلیارد | ۲۸٫۰۰ میلیارد | ۴۰٫۳۹ میلیارد | ۵۸٫۱۷ میلیارد | ۶۰٫۵۶ میلیارد | ۶۵٫۸۸ میلیارد | ۶۷٫۷۲ میلیارد | ۶۸٫۲۸ میلیارد | ۶۲٫۵۲ میلیارد | ۶۳٫۸۳ میلیارد | ۷۱٫۲۸ میلیارد | ۷۴٫۲۴ میلیارد | ۷۷٫۵۰ میلیارد | ۷۴٫۴۵ میلیارد | ۷۹٫۱۰ میلیارد |
| تولید ناخالص داخلی سرانه به دلار (PPP) | ۲۰۷۷۹        | ۲۷۱۸۶         | ۳۰٬۰۴۴        | ۳۶۷۰۵         | ۴۳۹۲۰         | ۴۵٬۴۴۰        | ۴۷٬۱۱۷        | ۵۰٬۶۷۳        | ۵۴٬۴۸۹        | ۵۴٬۰۳۵        | ۵۱٬۹۳۸        | ۴۵۶۲۷         | ۴۴٬۸۳۴        | ۴۷٬۴۸۶        | ۴۹٬۳۹۲        | ۵۲۲۳۴         | ۵۰٬۵۶۷        | ۵۳٬۱۲۸        |
| رشد تولید ناخالص ملی (واقعی)           | ۷٫۵٪         | −۰٫۹٪         | ۳٫۵٪          | ۱٫۹٪          | ۷٫۰٪          | ۶٫۸٪          | ۴٫۳٪          | ۲٫۰٪          | ۳٫۷٪          | ۵٫۴٪          | ۴٫۴٪          | ۲٫۵٪          | ۳٫۶٪          | ۴٫۳٪          | ۱٫۷٪          | ۲٫۶٪          | -۵٫۱٪         | ۲٫۴٪          |
| تورم (در درصد)                         | ۳٫۸٪         | -۲٫۴٪         | ۱٫۳٪          | ۳٫۱٪          | −۰٫۷٪         | ۲٫۶٪          | ۲٫۰٪          | -۰٫۳٪         | ۲٫۸٪          | ۳٫۳٪          | ۲٫۶٪          | ۱٫۸٪          | ۲٫۸٪          | ۱٫۴٪          | ۲٫۱٪          | ۱٫۰٪          | -۲٫۳٪         | ۱٫۰٪          |
| بدهی دولت (Pct. GDP)                   | . . .        | . . .         | ۸٪            | ۱۴٪           | ۲۶٪           | ۲۴٪           | ۳۰٪           | ۳۳٪           | ۳۶٪           | ۴۴٪           | ۴۴٪           | ۶۶٪           | ۸۱٪           | ۸۸٪           | ۹۵٪           | ۱۰۲٪          | ۱۳۰٪          | ۱۲۳٪          |

## سرمایه‌گذاری
ارزش بازار سهام شرکت‌های پذیرفته شده در بحرین در سال ۲۰۰۸ توسط بانک جهانی ۲۱۱۷۶ میلیون دلار ارزیابی شد.  بحرین به‌طور کلی کشوری است که آماده ایجاد یک اقتصاد منحصر به فرد است که به سرعت در حال رشد است و برای همه دارای ایجاد فرصت‌های تجاری باز است.

## مالیات
قوانین مالیات و واردات به‌طور یکسان در مورد شرکت‌های بحرینی و خارجی اعمال می‌شود و سرمایه گذاران خارجی باید از الزامات و قوانین مشابه با شرکت‌های داخلی پیروی کنند.
شرکت‌های نفت و گاز ۴۶ درصد از درآمد حاصل از فروش هیدروکربن‌ها و محصولات مشتق شده شان مشمول مالیات است.
در بحرین مالیات بر درآمد شخصی وجود ندارد.

### کتابشناسی
- این مقاله حاوی محتوای تحت مالکیت عمومی از سند «۲۰۰۶ edition». CIA World Factbook است.
- این مقاله حاوی محتوای تحت مالکیت عمومی از وبگاه http://www.state.gov/r/pa/ei/bgn/index.htm United States Department of State است. (Background Notes)
- Kingdom of Bahrain, Ministry of Labour Unemployment Insurance System. Accessed November 6, 2007.